# Zbigniew Małkowski
Zbigniew ("Malek") Małkowski (Olsztyn, 19 januari 1978) is een Pools voormalig voetballer, die als doelman speelde.

## Clubcarrière
Hij debuteerde in het seizoen 1997/98 voor Stomil Olsztyn, na drie seizoenen vertrok hij naar Feyenoord. Bij Feyenoord kwam hij niet aan spelen toe en daarom werd hij verhuurd aan Excelsior, satellietclub van Feyenoord. Daar kreeg hij een prijs voor beste keeper van de eerste divisie. In 2005 ging hij naar Schotland waar hij voor Hibernian ging spelen. In het seizoen 2007/08 werd hij tweemaal verhuurd. In 2018 stopte Małkowski met voetballen.